# Utro
Utro - Утро (rus) és un possiólok del krai de Krasnodar, a Rússia. Es troba a la vora dreta del Sossika, afluent del Ieia, davant de Burdatski. És a 18 km al sud-est de Leningràdskaia i a 137 km al nord-est de Krasnodar.
Pertany al possiólok de Bitxevi.